# Gian Emilio Malerba
Pour les articles homonymes, voir Malerba.
Gian Emilio Malerba, né le 27 novembre 1880 à Milan où il est mort le 31 mars 1926, est un artiste peintre et illustrateur italien, proche du courant art nouveau et du Novecento.

## Biographie

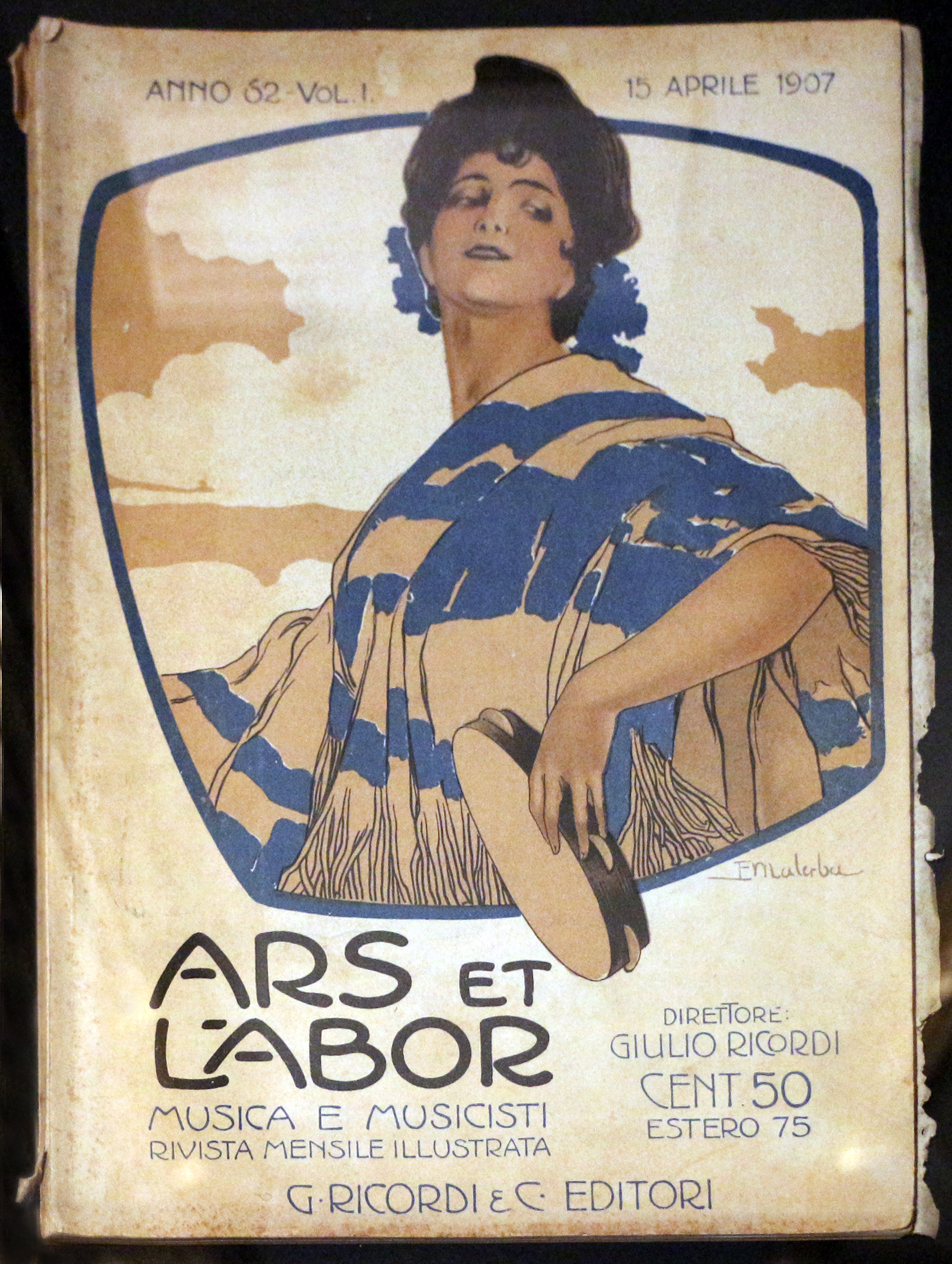
Couverture de Ars et Labor, avril 1907.

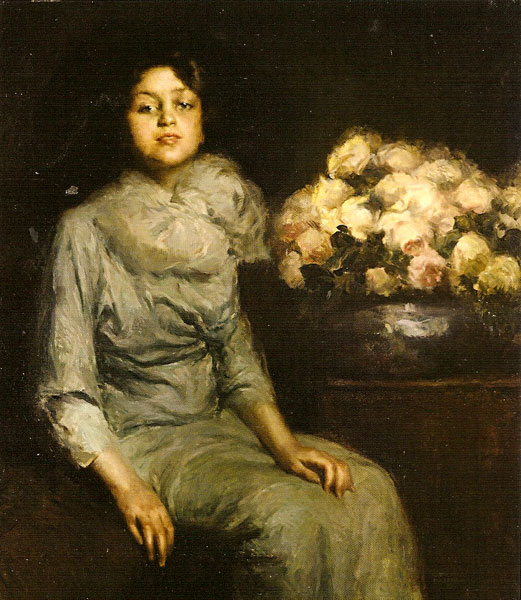
Il cappello nero (1912), huile sur toile.

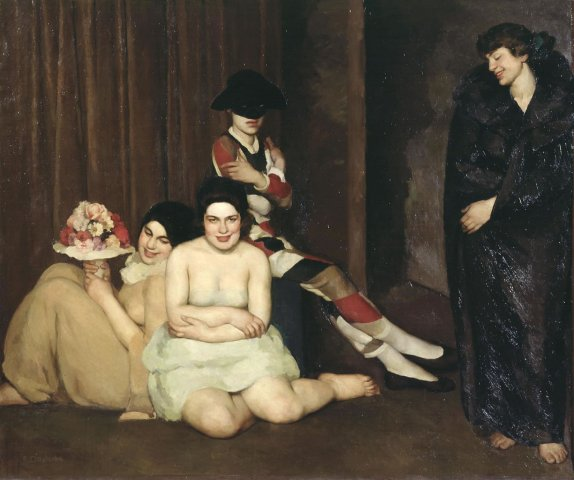
Maschere (1922), huile sur toile.

Fils d'un antiquaire milanais, Gian Emilio Malerba devient élève à l'académie des beaux-arts de Brera, et étudie auprès de Cesare Tallone et Giuseppe Mentessi, puis effectue un séjour à Paris. Dès 1904, il collabore en tant que dessinateur à des maisons d'édition comme Ricordi, Chappuis, Armanino, Valcarenghi. Il conçoit des couvertures pour des périodiques comme Il giornalino della Domenica, La Lettura, Musica et musicisti, Varietas, Ars et Labor et la revue du Touring Club Italiano.
Il expose à l'académie de Brera à partir de 1906, des toiles influencées par la Scapigliatura. En 1913, il reçoit le premio Canonina pour ses tableaux. L'année suivante, son tableau, Il cappello nero (Le chapeau noir) est achetée par le roi Victor-Emmanuel II (Collezioni sabaude, de la maison de Savoie). En 1916, le ministère de l'Instruction publique italien lui remet un prix d'honneur.
En 1922, il participe à la fondation du Novecento, aux côtés de Margherita Sarfatti, la maîtresse de Benito Mussolini. Il expose dans la foulée à la XIIIe Biennale de Venise, sa toile Maschere qui fait grand effet (conservée à la Galleria nazionale d'arte moderna, Rome). Il expose ensuite à la Galleria Lino Pesaro (Milan).
Il meurt brutalement juste avant la première rétrospective des artistes du Novecento qui s'ouvrait à La Permanente de Milan début avril 1926.